# Dálniční křižovatka Gambacher Kreuz
Autobahnkreuz Gambacher Kreuz (zkráceně též Gambacher Kreuz; zkratka AK Gambacher Kreuz) je křižovatka dvou německých dálnic, nacházející se ve spolkové zemi Hesensko u města Münzenberg, přesněji jeho části Gambach. Kříží se zde dálnice A 5 s dálnici A 45.

## Poloha
Dálniční křižovatka se nachází na území měst Münzenberg a Pohlheim. Většina křižovatky se nachází na území města Münzenberg (severně od její místní části Gambach), zatímco na území města Pohlheim (jižně od její místní části Holzheim) se nachází pouze připojení ramp na dálnici A 45 ve směru na Dortmund. Dalšími obcemi v okolí jsou města Butzbach nacházející se jihozápadně od dálniční křižovatky a Lich nacházející severovýchodně od křižovatky. Křižovatka se nachází v Hornorýnské nížině, přesněji na severním okraji Rýnsko-Mohanské nížiny poblíž řeky Wetter.
Nejbližší větší města jsou Frankfurt nad Mohanem (asi 40 km po dálnici A 5 na jih), Gießen (asi 25 km po dálnici A 5 nebo po dálnici A 45 na sever) a Hanau (asi 50 km po dálnici A 45 na jihovýchod).

## Popis
Gambacher Kreuz je mimoúrovňová křižovatka dálnice A 5 procházející severo-jižním směrem (Hattenbacher Dreieck – Frankfurt nad Mohanem – Heidelberg – Karlsruhe – Basel) a dálnice A 45 procházející severozápado-jihovýchodním směrem (Dortmund – Hagen – Gießen – Aschaffenburg). Současně po ní prochází i evropské silnice E41 a E451. Na dálnici A 5 je označena jako sjezd 11 a na dálnici A 45 je označena jako sjezd 35.
Křižovatka dálnic Gambacher Kreuz byla provedena jako upravená čtyřlístková čtyřramenná dálniční křižovatka v neúplném provedení, neboť její vratná rampa ve směru Frankfurt nad Mohanem – Dortmund byla nahrazena rampou přímou a rampa ve směru Bad Hersfeld – Dortmund byla vypuštěna.

## Historie výstavby
Výstavba dálniční křižovatky Gambacher Kreuz je úzce spojena s úvahami a výstavbou dálničního tahu mezi Dortmundem a Gießenem coby alternativního dálničního spojení Frankfurtu nad Mohanem a Porúří. Přitom již od počátku se počítalo se silným dopravním vytížením v tomto směru, o čemž svědčí i volba typu. Dálniční křižovatka byla sice navržena a postavena jako čtyřlístková, avšak v nejvytíženějším nepřímém směru, tj. Frankfurt nad Mohanem – Porúří, byla vratná rampa nahrazena rampou přímou. Stejně tak byla podoba křižovatky upravena ve směru Bad Hersfeld – Dortmund, kdy rampy v tomto směru byly pro předpokládané mizivé využití vypuštěny.
První část dálniční křižovatky a úsek dnešní dálnice A 45 ve směru k Dortmundu byly postaveny v 60. letech 20. století a zprovozněny v roce 1966. Vzhledem k absenci navazujícího úseku dnešní dálnice A 45 směrem k Aschaffenburgu byly z celé dálniční křižovatky zprovozněny pouze obě přímé rampy ve směru Frankfurt nad Mohanem – Dortmund. V této podobě tak měla dosud nehotová dálniční křižovatka podobu neúplného trojúhelníku, tzv. rozštěpení.
Dálniční křižovatka byla dokončena a zprovozněna v roce 1971 spolu s navazujícím úsekem dnešní dálnice A 45 směrem k Aschaffenburgu.

## Dopravní zatížení
V průměru projede křižovatkou 125 000 vozidel denně.